# Jacquinia arborea
Jacquinia arborea Vahl – gatunek roślin z rodziny pierwiosnkowatych (Primulaceae). Występuje naturalnie w Meksyku, Gwatemali, Hondurasie, na Jamajce, Dominikanie, Portoryko, Małych Antylach, Trynidadzie i Tobago, dawnych Antylach Holenderskich oraz Arubie. Ponadto został introdukowany w Stanach Zjednoczonych (na Florydzie). 

## Morfologia
PokrójZimozielone drzewo lub krzew. Dorasta do 5 m wysokości.
LiścieBlaszka liściowa jest skórzasta i ma eliptyczny lub lancetowaty kształt. Mierzy 3–8 cm długości oraz 1,5–4 cm szerokości, jest całobrzega, ma tępą nasadę i tępy wierzchołek. Ogonek liściowy jest nagi i ma 7 mm długości.
KwiatyZebrane po 7–15 w gronach wyrastających niemal na szczytach pędów. Mają 5 działek kielicha o okrągławym kształcie i dorastających do 2–3 mm długości. Płatki są okrągławe i mają 7–9 mm długości. Pręcików jest 5.
OwoceJagody mierzące 7-11 mm średnicy, o niemal kulistym kształcie i czerwonej barwie.

## Biologia i ekologia
Rośnie w namorzynach oraz na nieużytkach. Występuje na wysokości do 100 m n.p.m.